# Seznam obchodních domů v Brně

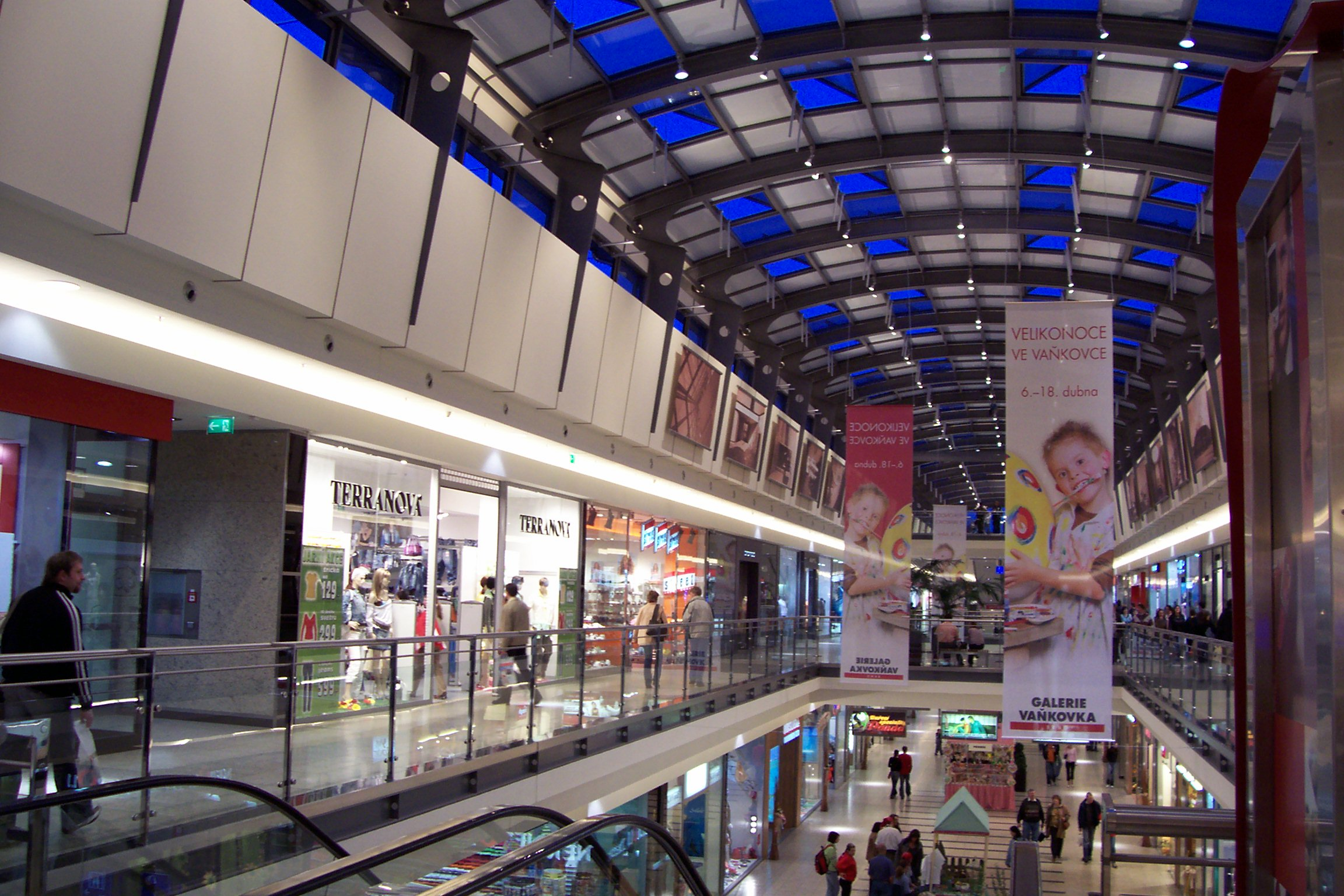
Nákupní centrum Vaňkovka

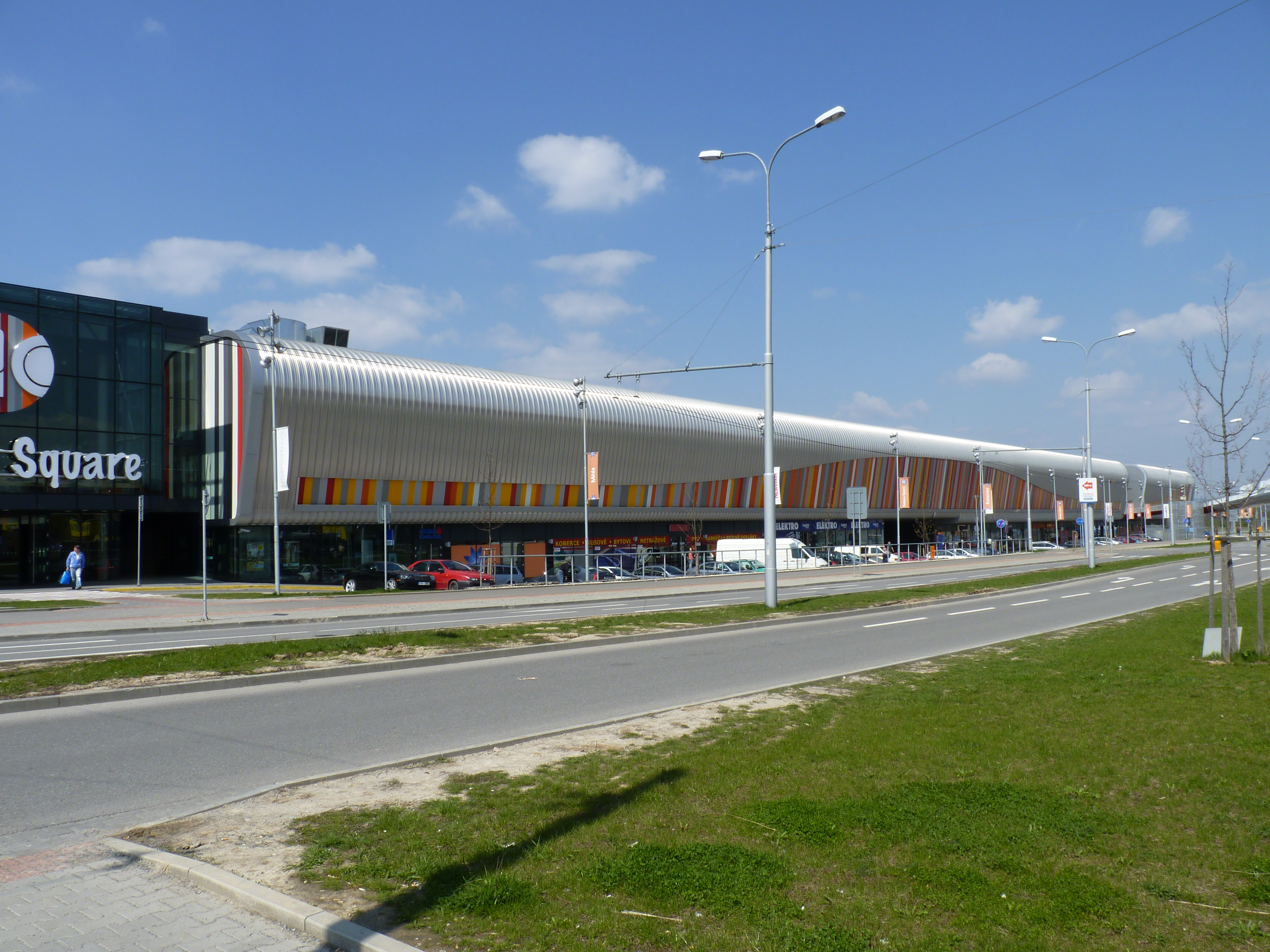
Campus Square

V Brně se nachází množství obchodních domů a nákupních center. Mezi obchodní centra v centru města patří:
- Obchodní galerie Orlí (na Orlí ulici)
- Velký Špalíček (u Mečové a Dominikánské ulice)
- Galerie Vaňkovka (mezi vlakovým a autobusovým nádražím)
- obchodní centrum Omega (na náměstí Svobody)
- obchodní centrum Letmo (u vlakového nádraží)

Další, zpravidla rozsáhlejší nákupní centra vyrostla na městské periferii:
- Avion Shopping Park Brno (Skandinávská ulice)
- Futurum Brno (Vídeňská ulice)
- Nákupní centrum Královo Pole (na Ponavě)
- Campus Square (Bohunice)
- Olympia – nachází se převážně na území sousedního města Modřice, je však významným centrem pro Brno

V Brně mají své obchodní domy a prodejny například maloobchodní řetězce Globus, Tesco, Interspar, Kaufland, Albert, Lidl, Billa (dříve i Delvita), Penny Market (dříve i Plus-Discount), Datart, Electro World, OBI, Bauhaus, Hornbach, Kenvelo, NewYorker, OKAY, TimeOut, Brněnka, Elektro Spáčil.